# Isola Cormorant
Cormorant (isola "cormorano") è una piccola isola disabitata delle isole Andreanof, nell'arcipelago delle Aleutine, e appartiene all'Alaska (USA). L'isola misura solo 150 m di lunghezza e si trova nella baia sulla costa nord-occidentale dell'isola di Adak, ad ovest dell'isola Dora.